# Phillip Schoettle
Phillip Schoettle je bivši američki hokejaš na travi iz Philadelpije. 
Bio je dijelom sastava predstavništva SAD-a koje je sudjelovalo na hokejaškom turniru na OI 1948. u Londonu. SAD su izgubile sve 3 utakmice u prvom krugu, u skupini "B". Zauzele su od 5. – 13. mjesta. Schoettle nije odigrao nijedan susret. Bio je pričuvnim igračem.